# Festung St. Luzisteig

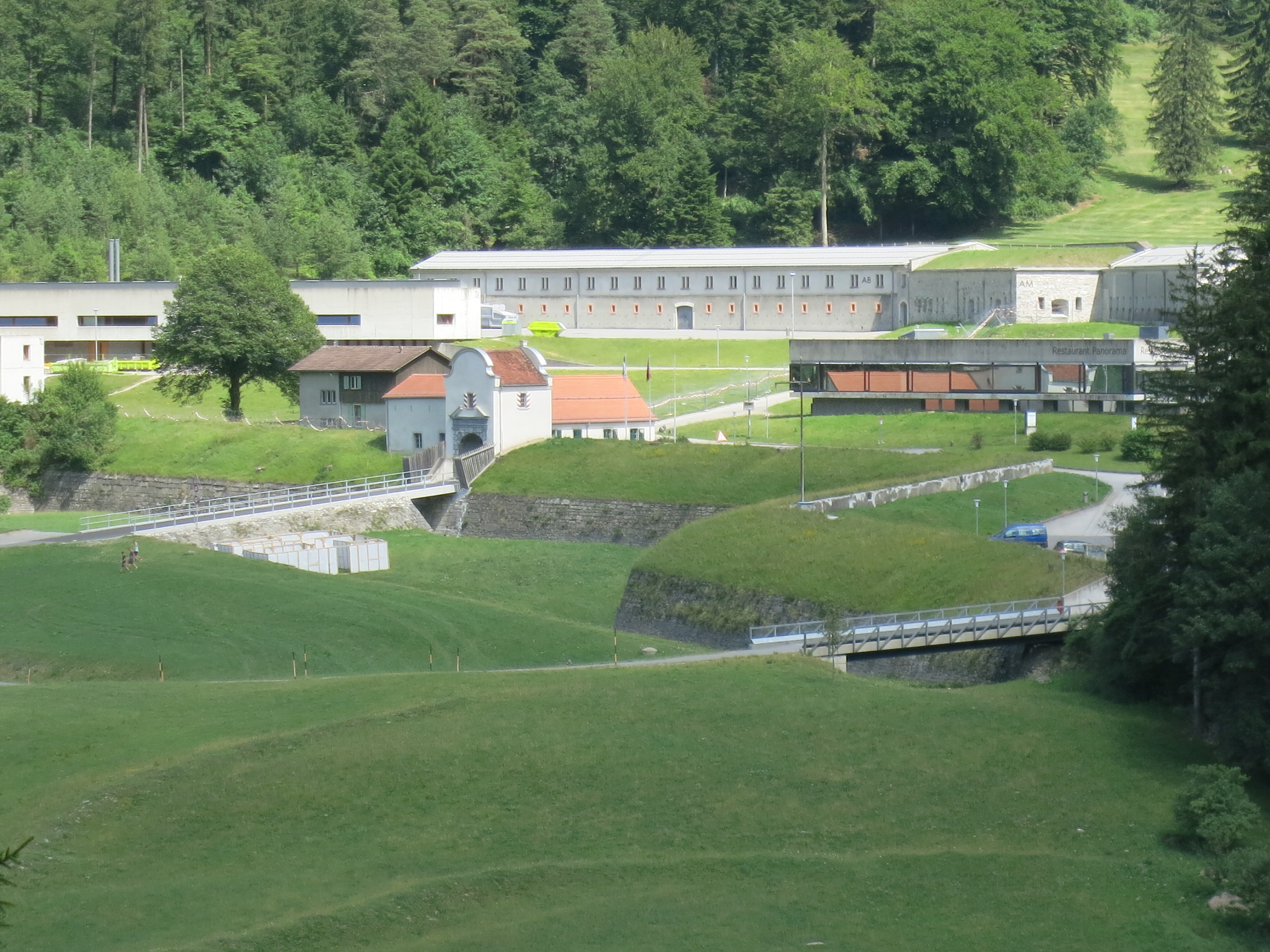
Festung St. Luzisteig Hauptfront Nord

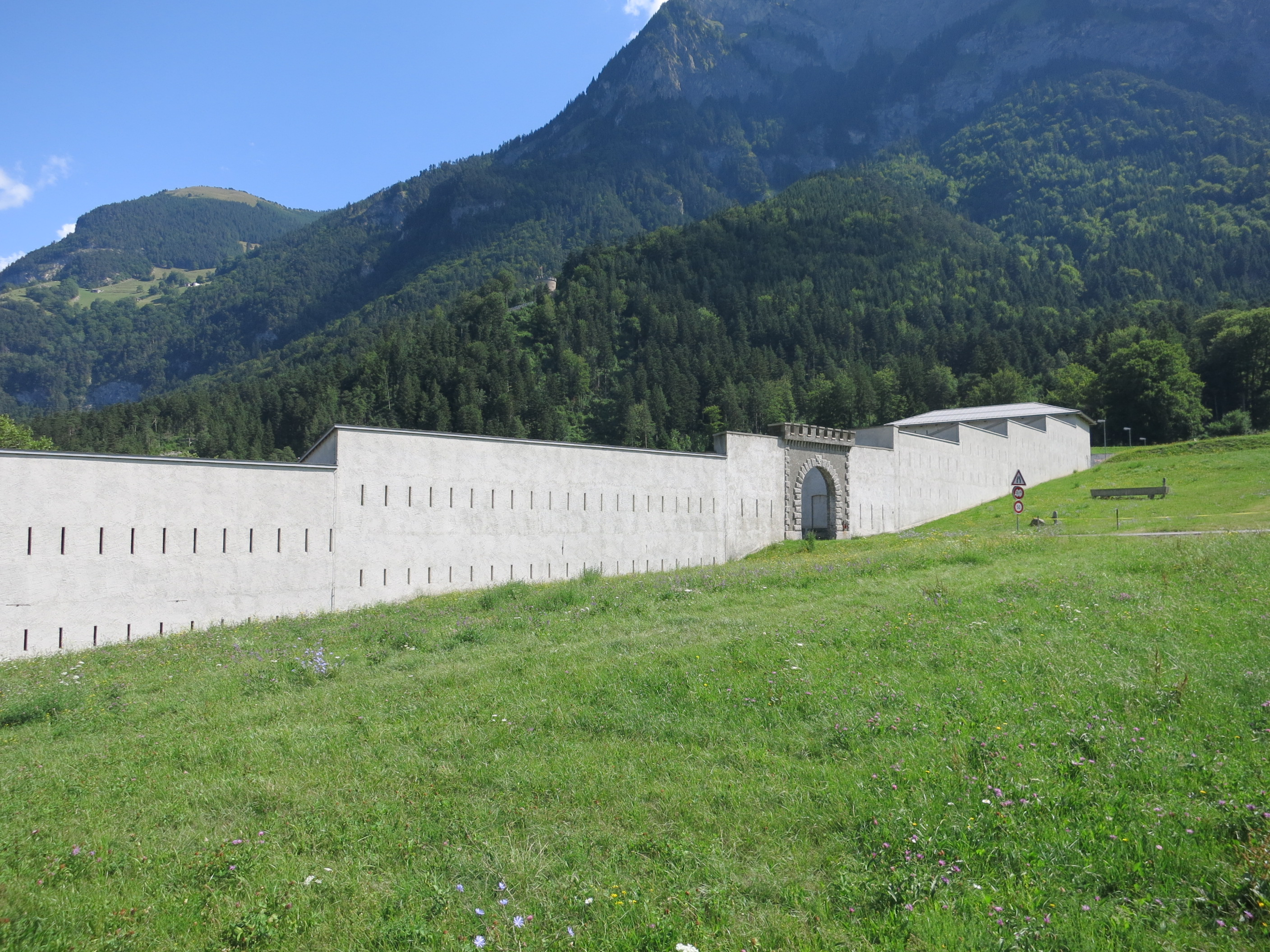
Luzisteig Südseite

Die Festung St. Luzisteig war eine Verteidigungsstellung der Schweizer Armee. Sie liegt auf dem Pass St. Luzisteig auf 713 m Höhe im Kanton Graubünden und gehörte zum Festungsgebiet Sargans. Die Luziensteig gilt als der am meisten umkämpfte Platz in der Schweiz und die Festung als militärhistorisches Denkmal von nationaler Bedeutung.

## Geschichte
St. Luzisteig wurde bereits in frühgeschichtlicher Zeit als Übergang und Siedlungsort benutzt. Von der Römerzeit bis zum 19. Jahrhundert war die rechtsrheinische Strasse die Hauptverbindung der Nord-Süd-Achse. Der Engpass hinter dem Fläscherberg spielte bei den grossen Auseinandersetzungen der europäischen Geschichte als strategisch wichtiger Übergang (passage obligée) eine zentrale Rolle.
Die Festung St. Luzisteig liegt in der Nähe der Landesgrenze an der Verbindungsstrasse Maienfeld–Vaduz und sperrte den nördlichen Zugang ins Bündnerland und zu den Bündner Pässen. Die Reste der Landmauer/Letzi Grafenberg am Fusse der Ruine Burg Grafenberg stammen aus dem 15. Jahrhundert. Im Schwabenkrieg von 1499 wurde um diese Letzi gekämpft.

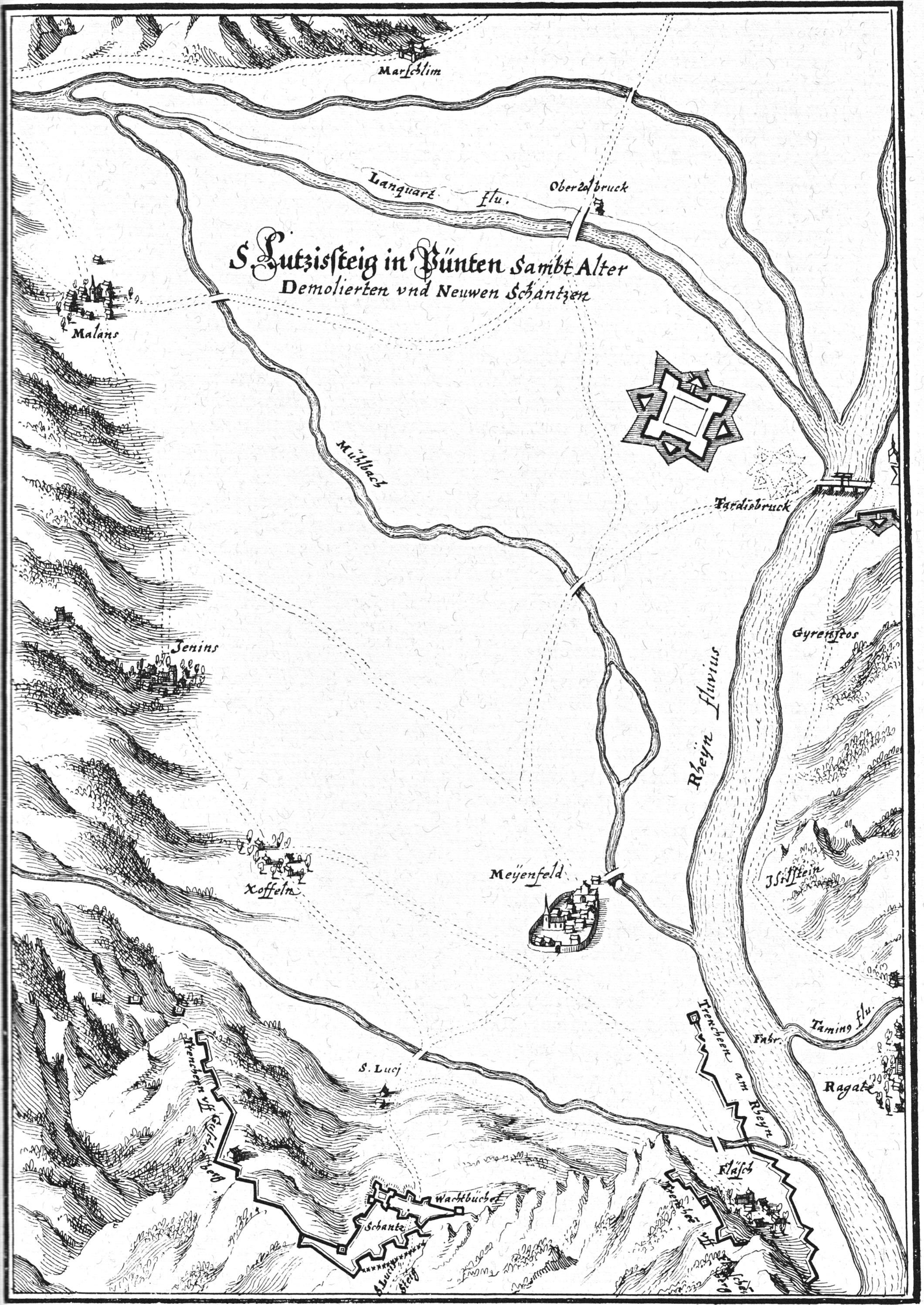
Festung Luzisteig um 1653, im Plan von Johann Ardüser ganz unten

Während den Bündner Wirren 1618 bis 1639 bauten die eingedrungenen Österreicher und Franzosen dort ausgedehnte Anlagen. Die durch österreichische Truppen unter Oberst Brion 1621 zerstörte Festung wurde 1622, wieder im Besitz der Bündner, nach Plänen des Zürcher Baumeisters Hauptmann Johannes Ardüser wieder aufgebaut. Die noch sichtbare «Kleine Schanze» (Redoute) auf der Passhöhe liess um 1631 der Herzog von Rohan erstellen.
Im Auftrag der Bündner Regierung wurde von 1703 bis 1705 nach Plänen des Zürcher Festungsbaumeisters Hans Caspar Werdmüller eine barocke Sperrfestung gebaut, da die mittelalterlichen Befestigungsanlagen den Wirkungen der neuen Geschütze nicht mehr standhielten: Eine bastionierte Front wurde in gemauerter Ausführung quer über den Passsattel errichtet sowie eine Mauer, welche als Sägewerk die Hauptfront mit der Batterie Guscha am rechten Talhang verband. Eine ähnliche Mauer entstand nördlich im Tal zwischen Rhein und dem Felsabhang des Fläscherbergs.
Im Oktober 1798 verstärkten österreichische Truppen unter dem Kommando von Franz Xaver von Auffenberg die Mannschaft der Drei Bünde. Die Republik der drei Bünde hatte Österreich formell um Hilfe im Kampf gegen die Helvetische Republik und Frankreich gebeten. Dem war ein landesweit durchgeführtes Referendum am 6. August 1798 vorausgegangen. Am 5. März 1799 griffen französische Truppen unter General André Masséna von Balzers kommend die Festung an und besiegten die Österreichische Mannschaft. Dabei gerieten 800 Soldaten in Gefangenschaft. Beim Kampf wurden Teile der Festung zerstört. Am 14. Mai 1799 gelang es General Friedrich von Hotze, von Feldkirch kommend die Festung wieder für Österreich zurückzuerobern. Im Oktober 1799 benutzte die geschlagene Russische Armee von General Wassiljewitsch Suworow den St. Luzisteig für ihren Rückzug. Dieser hatte im September den Gotthardpass, von Italien kommend, erfolgreich überquert, um den Franzosen in den Rücken zu fallen und seine Armee mit der von General Rimski-Korsakow und Hotze zu vereinigen. Doch der Plan ging nicht auf und er wurde vom Jäger zum Gejagten. Er musste sich über Uri, Schwyz, den Pragelpass, Glarus, den Panixerpass ins Bündnerland absetzten. 15.000 Mann erreichten völlig erschöpft am 12. Oktober die Festung und mussten verpflegt werden. Anschliessend setzten sie sich über Liechtenstein weiter nach Feldkirch ab.

Festung Luzisteig um 1833

Nachdem der Generalstabschef Guillaume-Henri Dufour in seinem Bericht von 1831 die Instandstellung der Befestigungen (Dufourbefestigungen) von Gondo, Saint-Maurice, Aarberg und auf der Luzisteig als vordringliche Aufgabe erklärte, wurde noch im gleichen Jahr die alte bastionierte Front aus dem 18. Jahrhundert als Zentrum der Festung durch eine Berner Sappeurkompanie unter dem Churer Geniehauptmann und Ingenieur Richard La Nicca wieder aufgebaut und eine neue Sperrfestung auf der St. Luziensteig erstellt. Als Rückendeckung wurde eine Lünette (Kehlfrontkaserne) mit Front Richtung Maienfeld erstellt.
In den 1850er Jahren wurden die Blockhäuser unter der Leitung von General Henri Dufour auf dem Fläscherberg erstellt, um eine Umgehung der linken Flanke zu verhindern. Auf der Passhöhe entstand ein Zeughaus/Blockhaus. Während des Krimkrieges wurden ein Schützenturm («Guscha-» oder «Hungerturm») bei der Guschabatterie samt einer Sperrmauer durch den Guschawald erstellt. Aufgrund seiner erhöhten Lage, erlaubte der «Guschaturm» die Fernaufklärung. In diesen Jahren wurden sämtliche Kasernen und Kasematten, die Höherhebung des Walls, die Anlage des Glacis, die Artilleriestellung «Batterie Herzog» und der Fläscherberg Felsweg mit Gewehrgalerie gebaut. In der nördlichen Ebene entstanden Werke zwischen Ellwand und Rhein.
Nach den Vorstellungen der Ingenieur-Offizierskurse von 1934 bis 1936 sollte diese Sperrstelle massiv ausgebaut werden. 1937 erfolgte der Bau von Tankbarrikaden, 1940/1941 folgten weitere Bunker und Kavernen, Festungsanlagen und das Kasernengebäude B.
Von 1994 bis 2005 wurden nach dem Konzept von Peter Zumthor östlich der Kantonsstrasse drei langgestreckte zweigeschossige Flachdachbauten aus Beton (Truppenunterkunft, -verpflegung und -kantine) sowie später westlich ein Leitzentralengebäude erstellt. Anschliessend folgte die Restaurierung und Renovation der historischen Bauten und Mauern des 19. Jahrhunderts.
Neben der Infanterie- und Nahkampfausbildung war der Luzisteig von 1964 bis 2003 Ausbildungsplatz der Traintruppen. Mit der Armee XXI verliess der Train den Waffenplatz Luzisteig. Seit 1995 gehört der Truppenübungsplatz St. Luzisteig zum Waffenplatzkommando Walenstadt/St. Luzisteig.

### Historische Festungsanlagen
- Torhaus 1703 ⊙
- Casematte D 1859 ⊙
- Casematte E 1859 ⊙
- Casematte F1 1859 ⊙
- Casematte F2 1859 ⊙
- Casematte F3 Batterie, später Schmiede 1917 ⊙
- Stallung Unterkunft 1880 ⊙
- Munitionsmagazin/Batterie Herzog 1859 ⊙

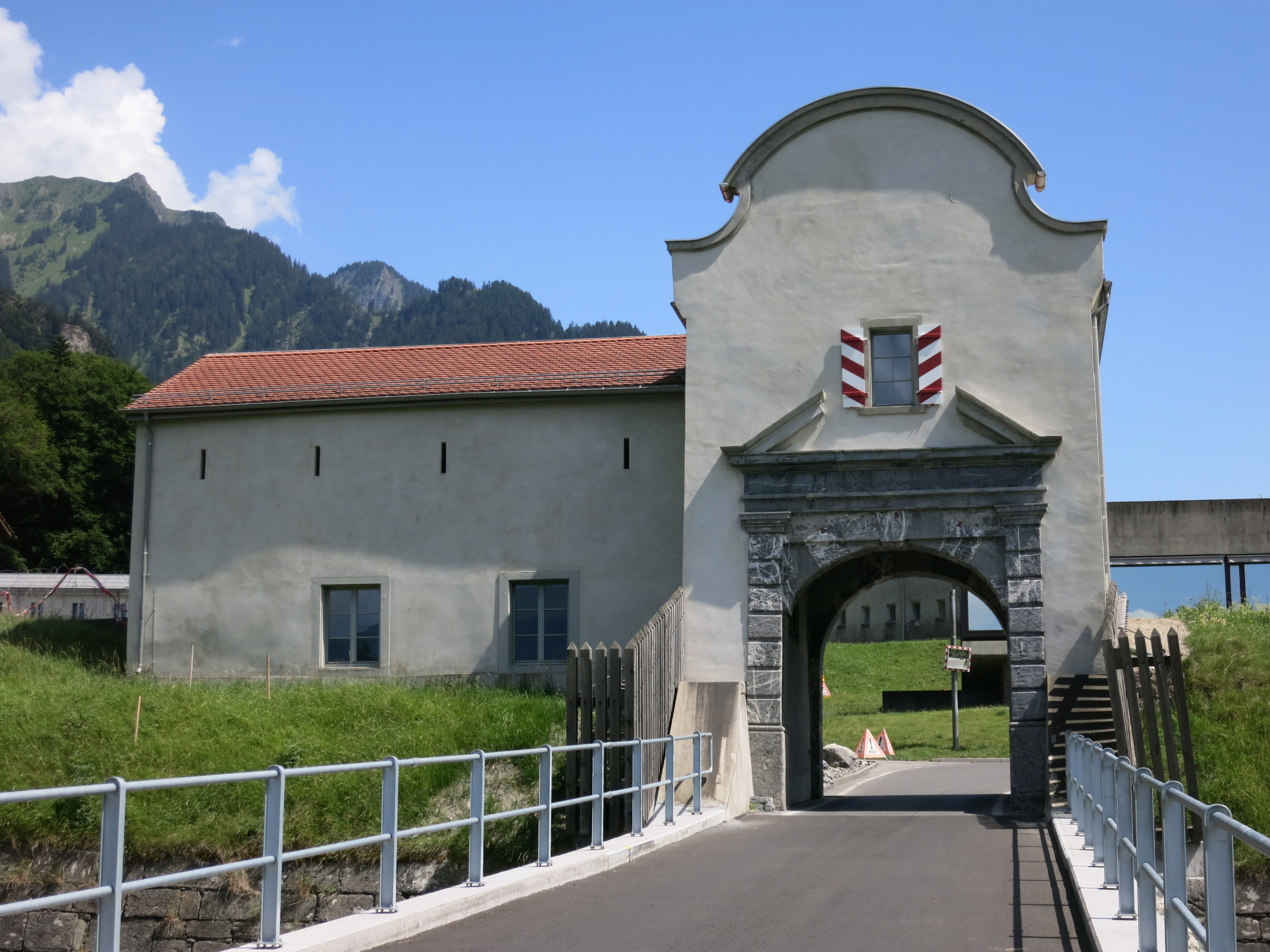
Torhaus 1703
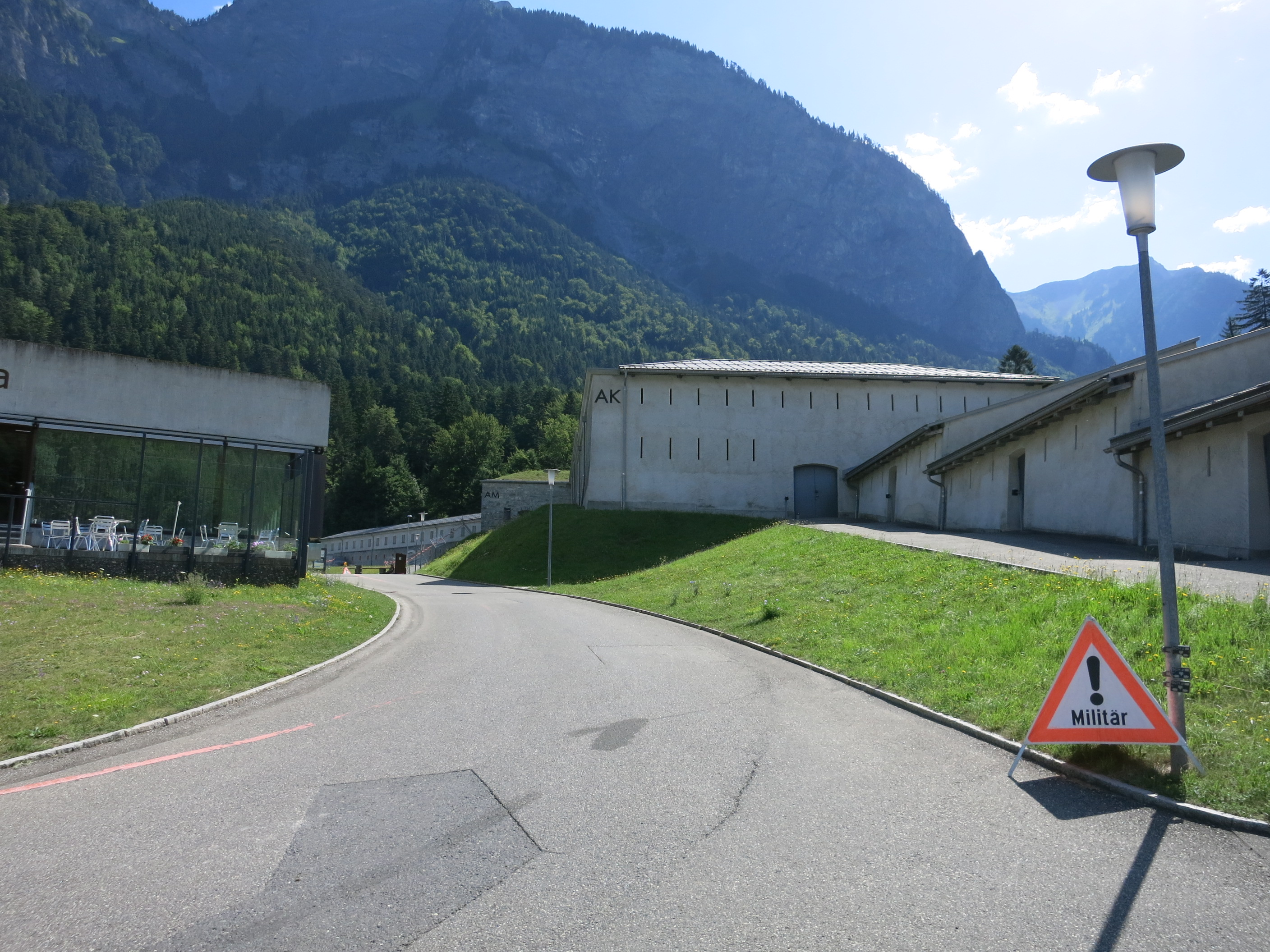
Casematte E F1-F3 1859
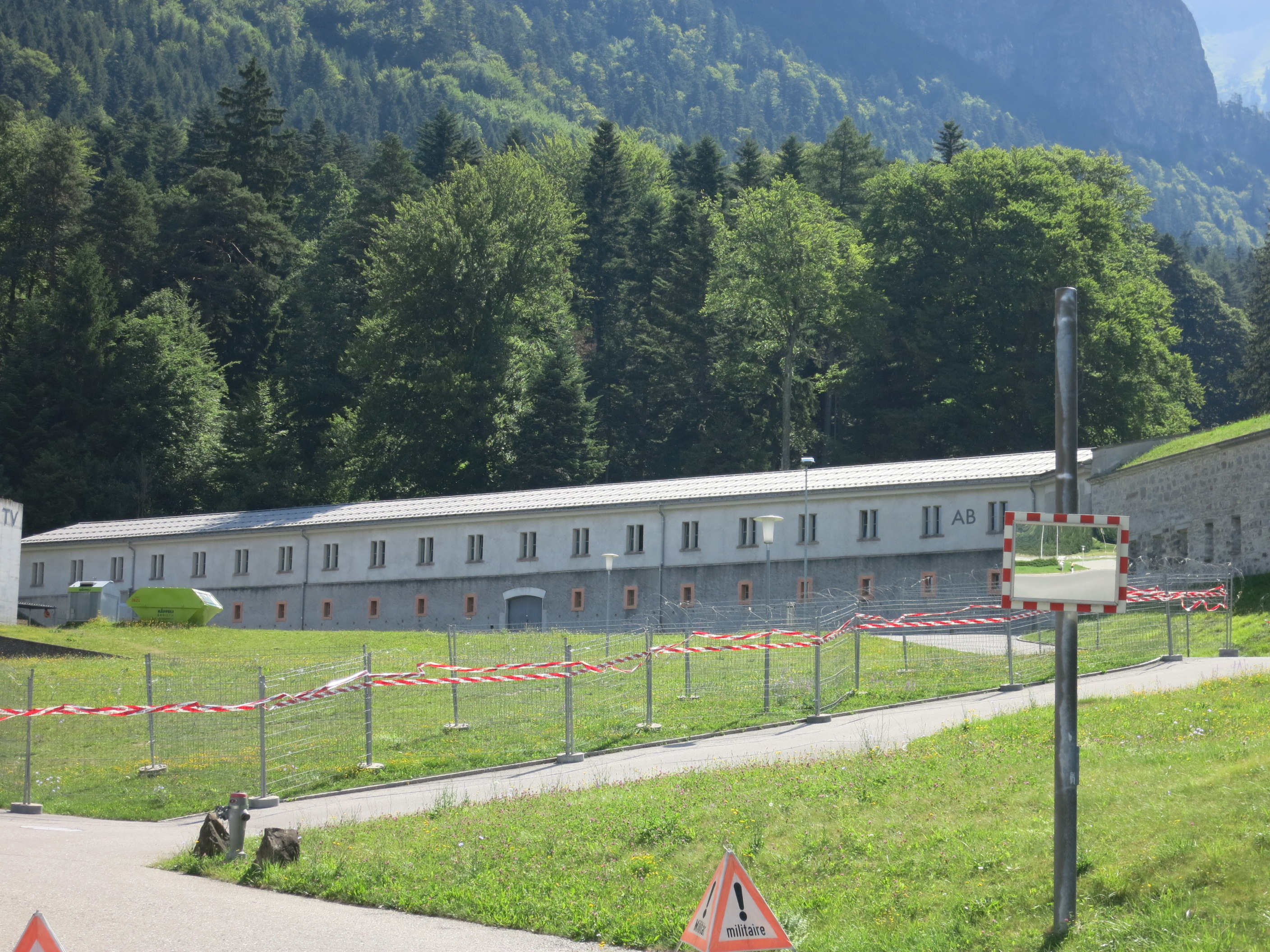
Stallung 1880
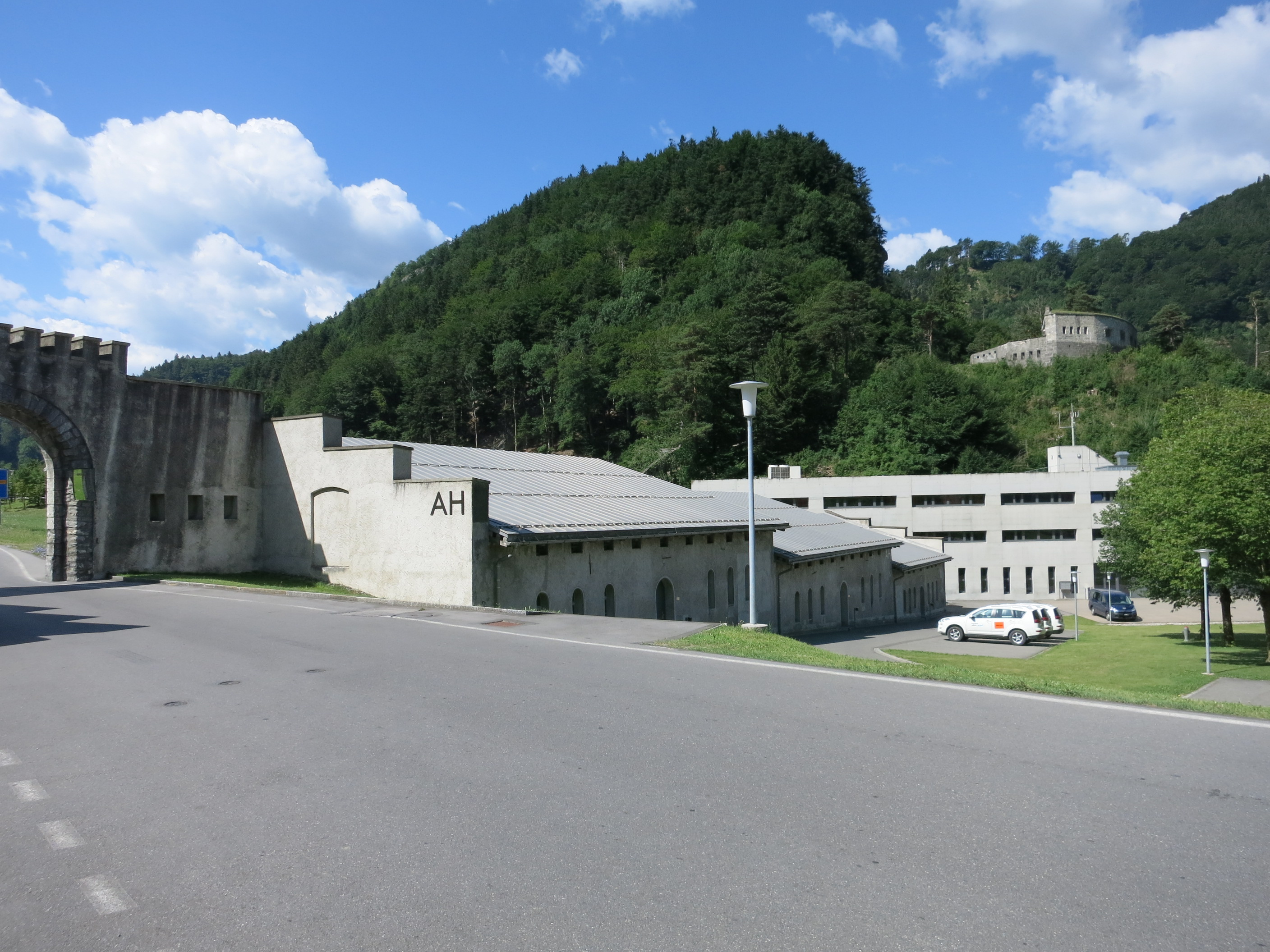
Casematte D 1859
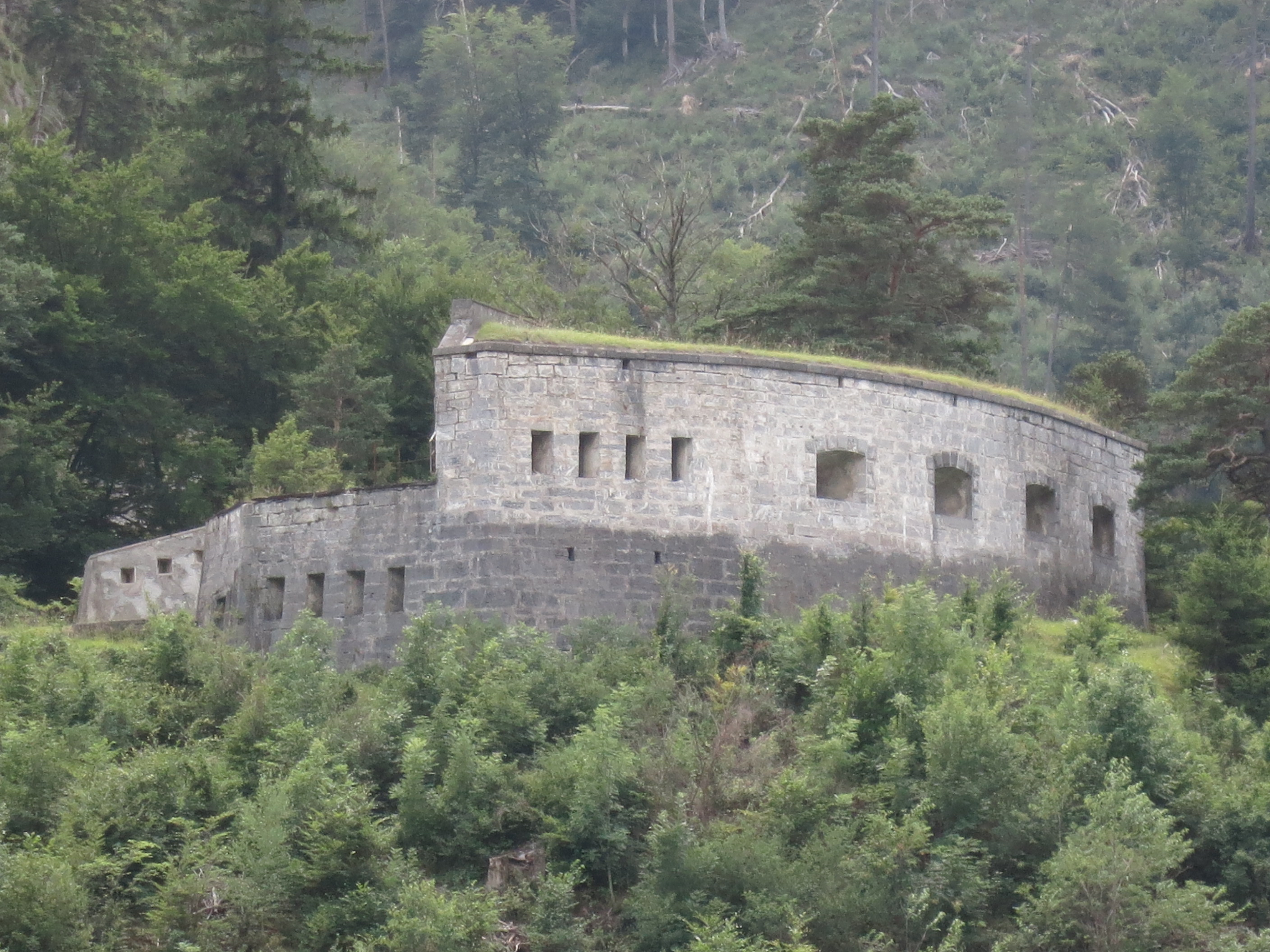
Batterie Herzog 1859

### Historische Aussenanlagen
- Letzimauer Grafenberg ⊙
- Kleine Schanze Luzisteig (Redoute) ⊙
- Militärmuseum, ehemaliges Zeughaus/Blockhaus 1859 ⊙
- Gewehrgalerie Felsenweg ⊙
- Sperrmauer ⊙
- Guschaturm 1853–55 ⊙
- Guschamauer ⊙[7]

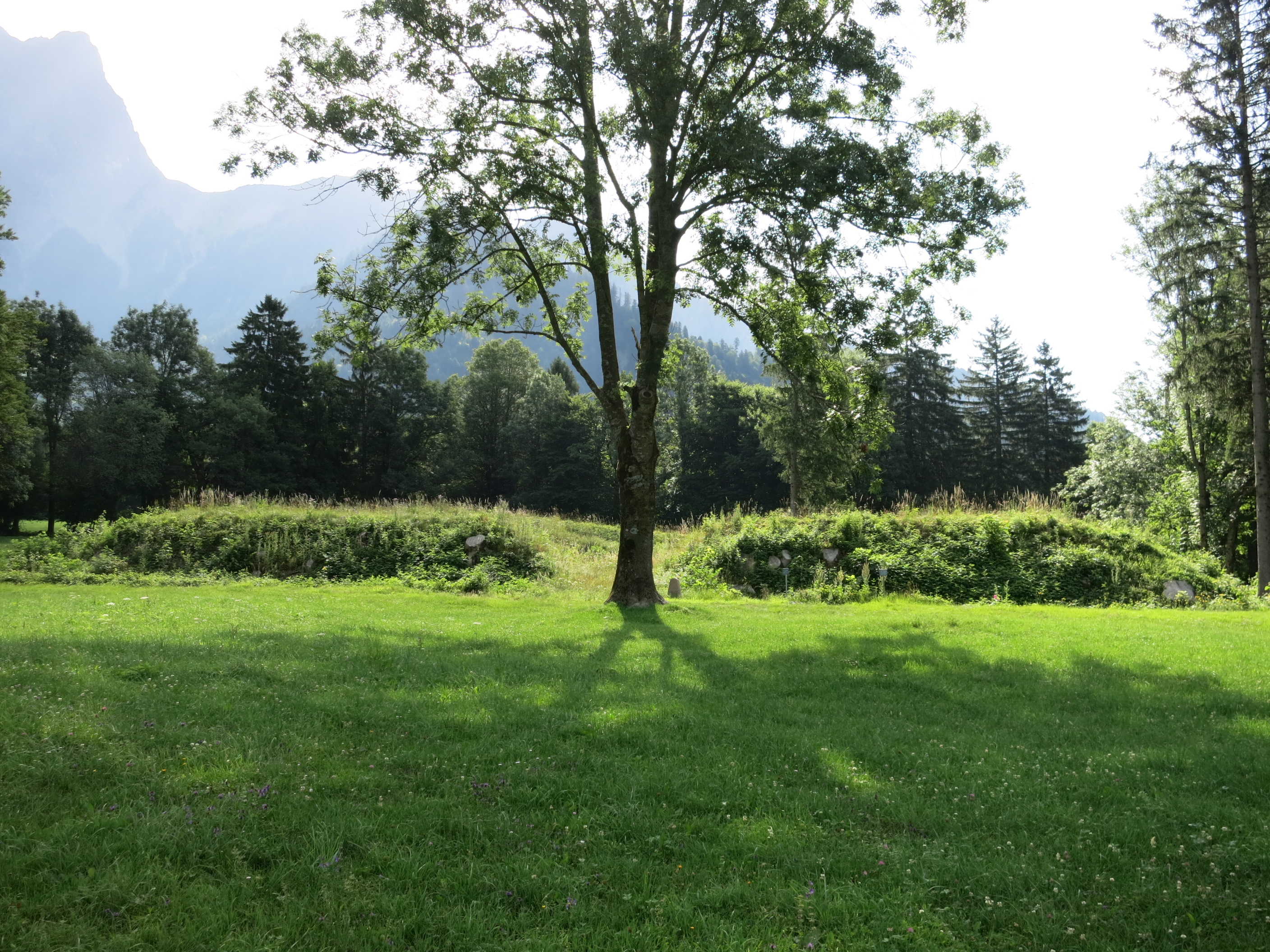
Kleine Schanze
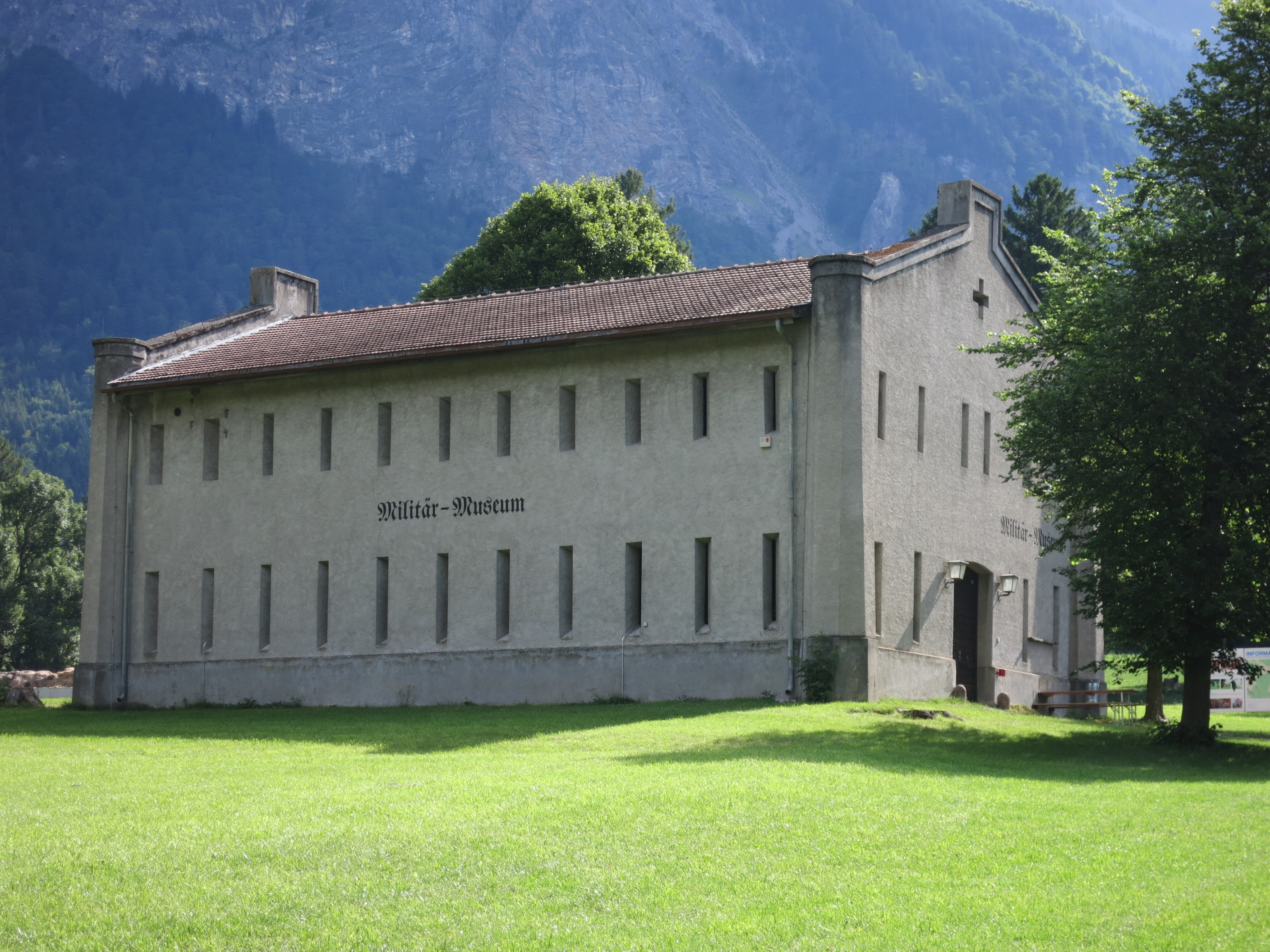
Militärmuseum/Arsenal 1859
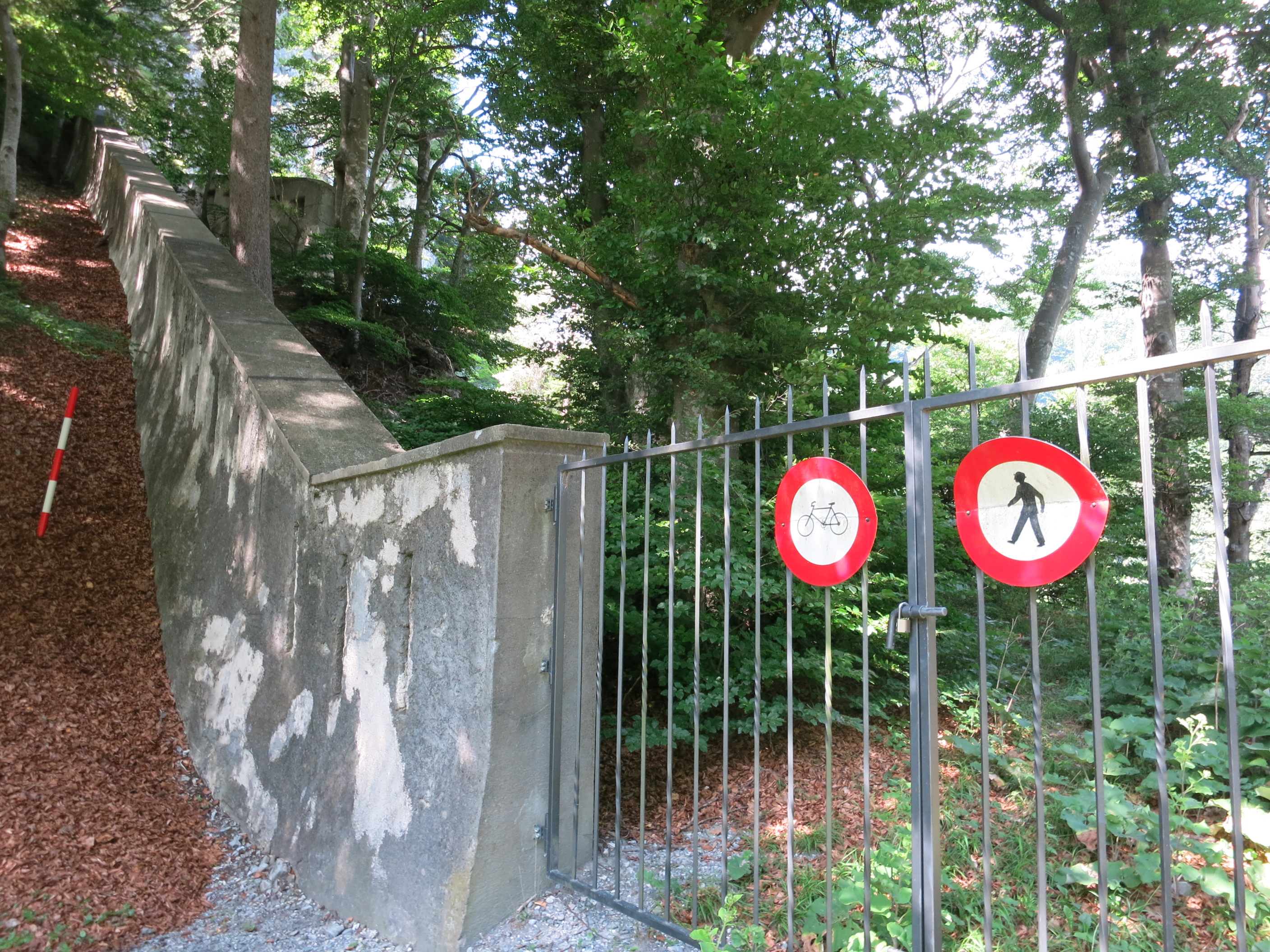
Gewehrgalerie Felsenweg
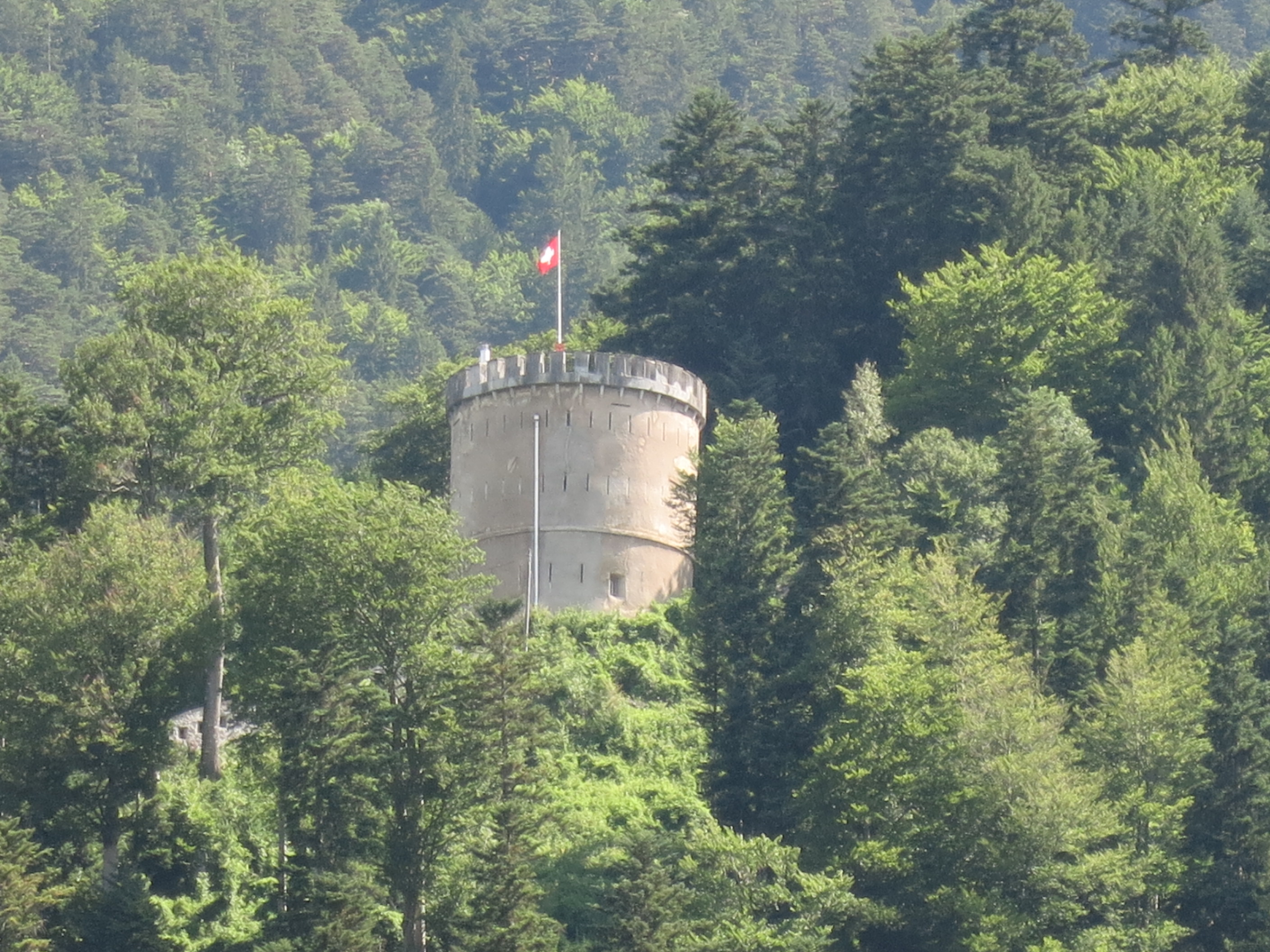
Guschaturm
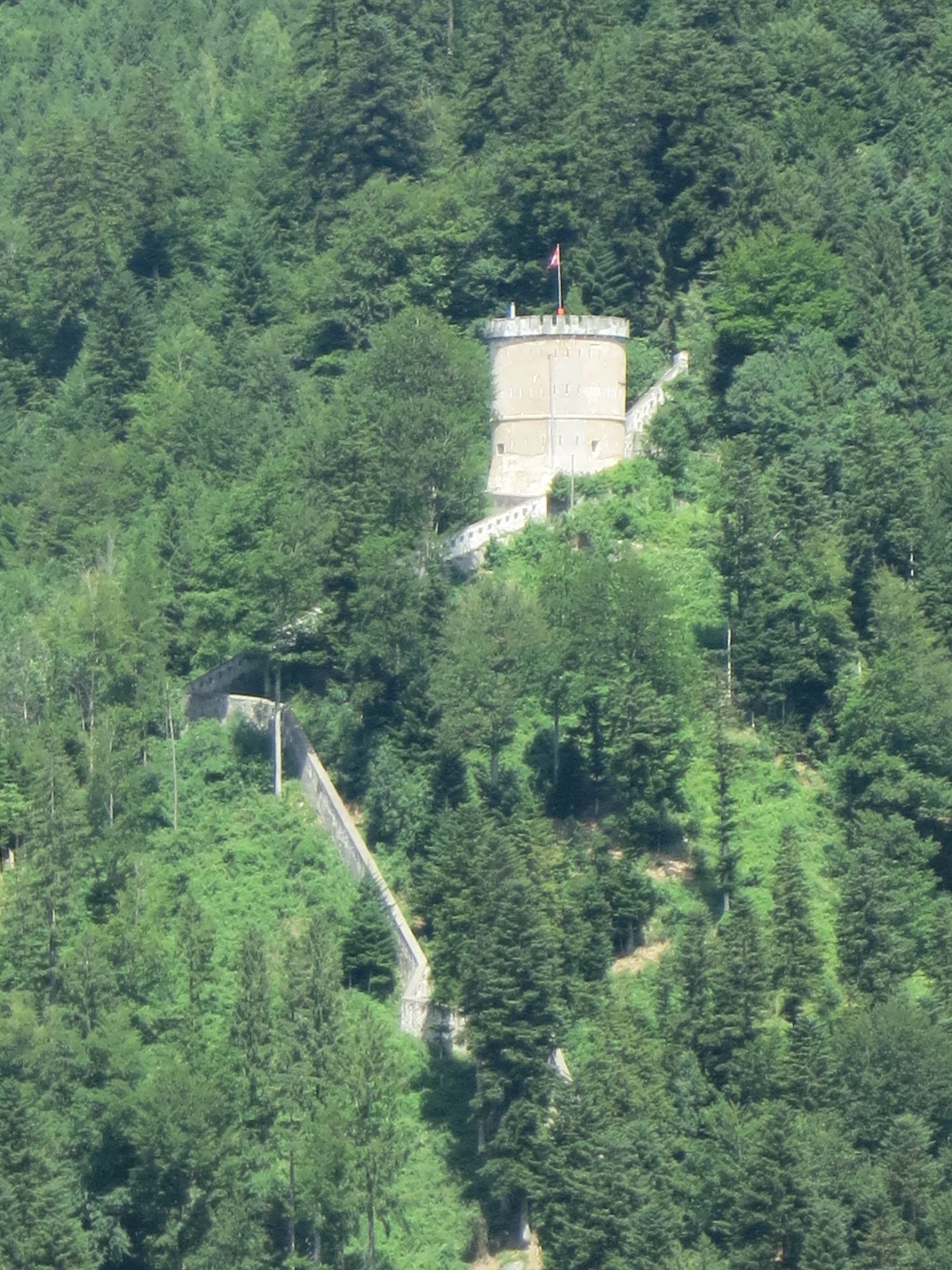
Guschamauer mit Guschaturm

- Blockhaus Zwingli 1859⊙
- Blockhaus Naville 1859⊙
- Blockhaus M 1859⊙
- Blockhaus S 1859⊙
- Blockhaus B 1859 ⊙
- Blockhaus E 1859 ⊙
- Blockhaus G 1859 ⊙

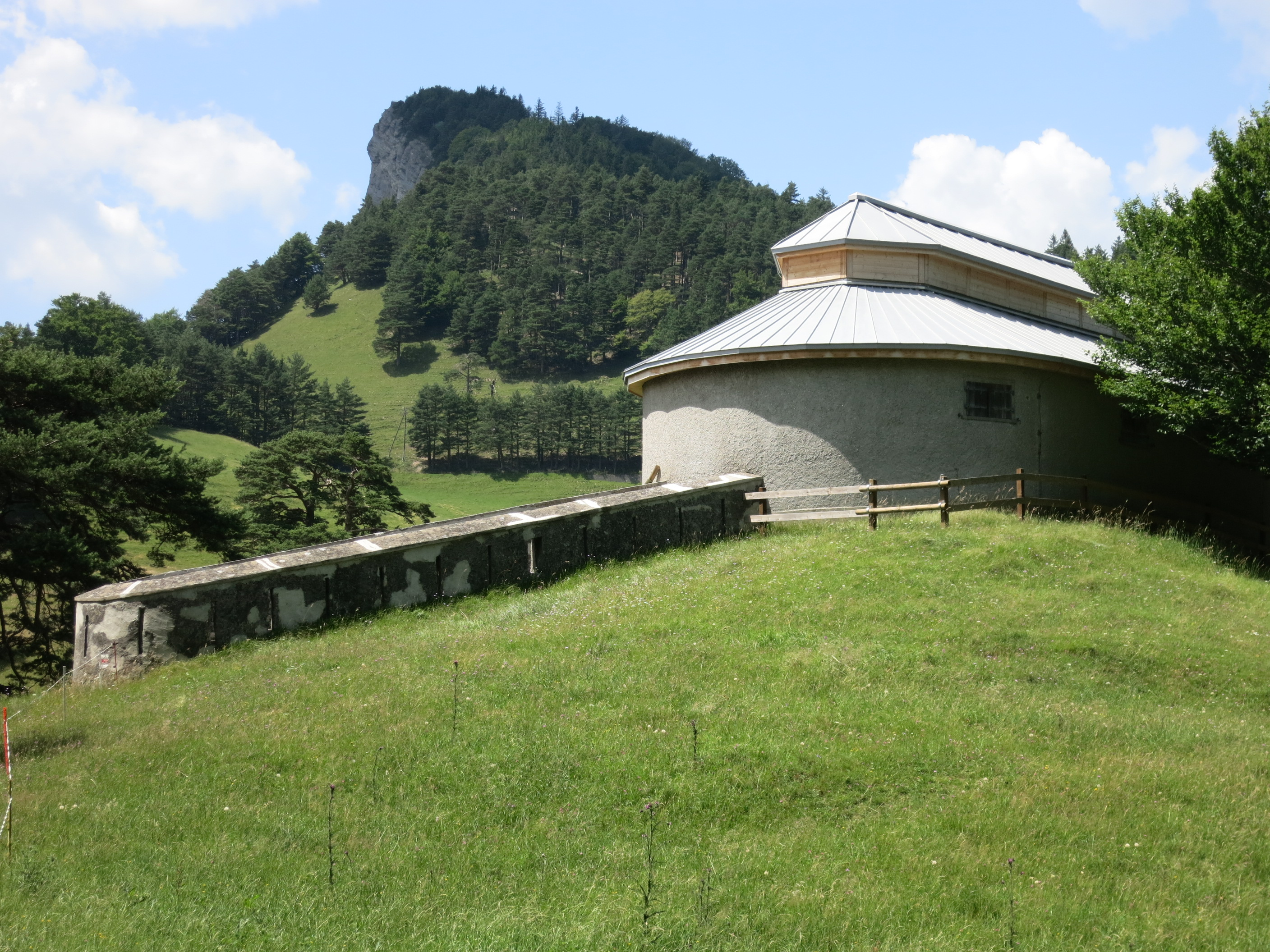
Blockhaus Z
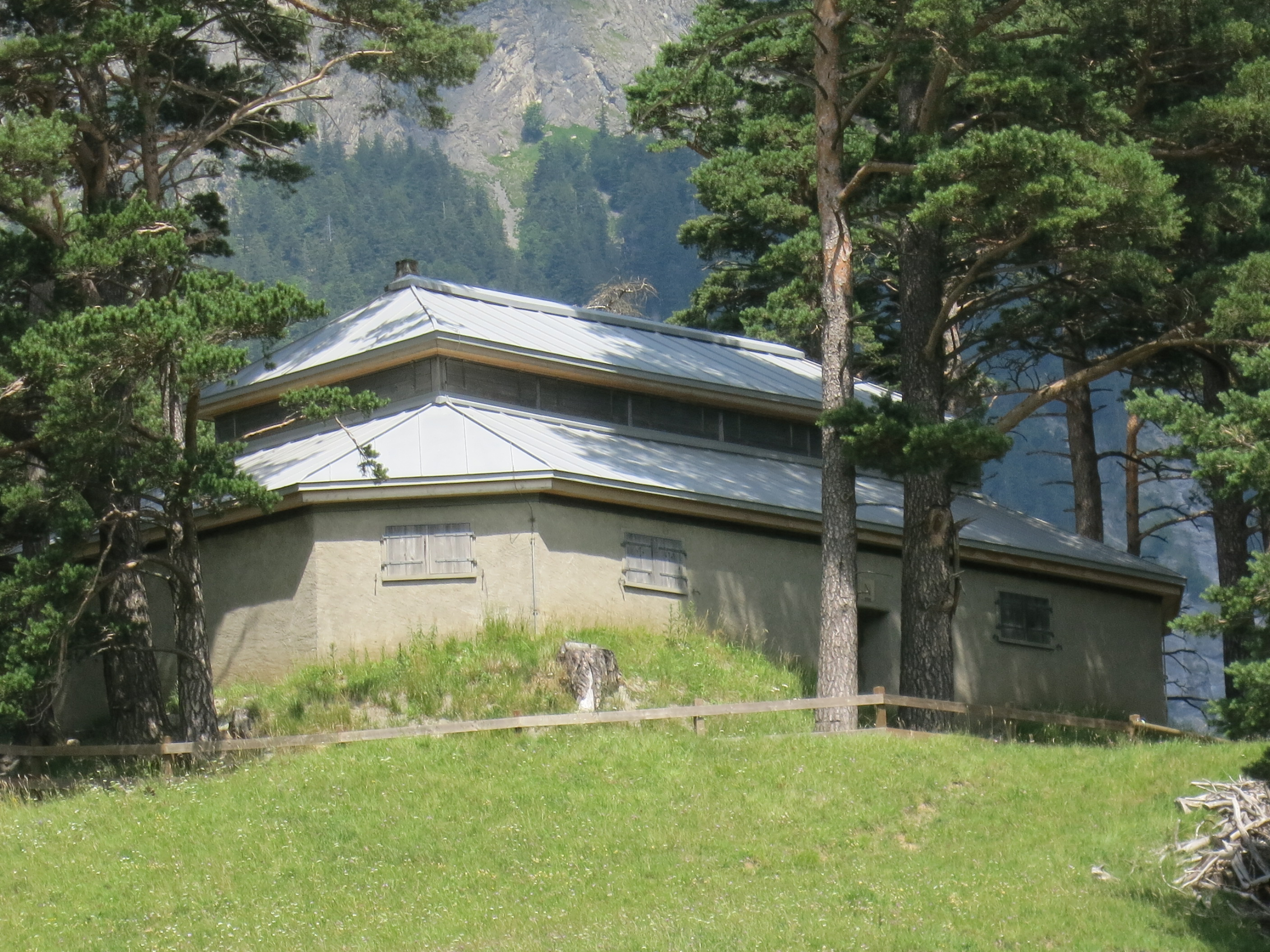
Blockhaus N
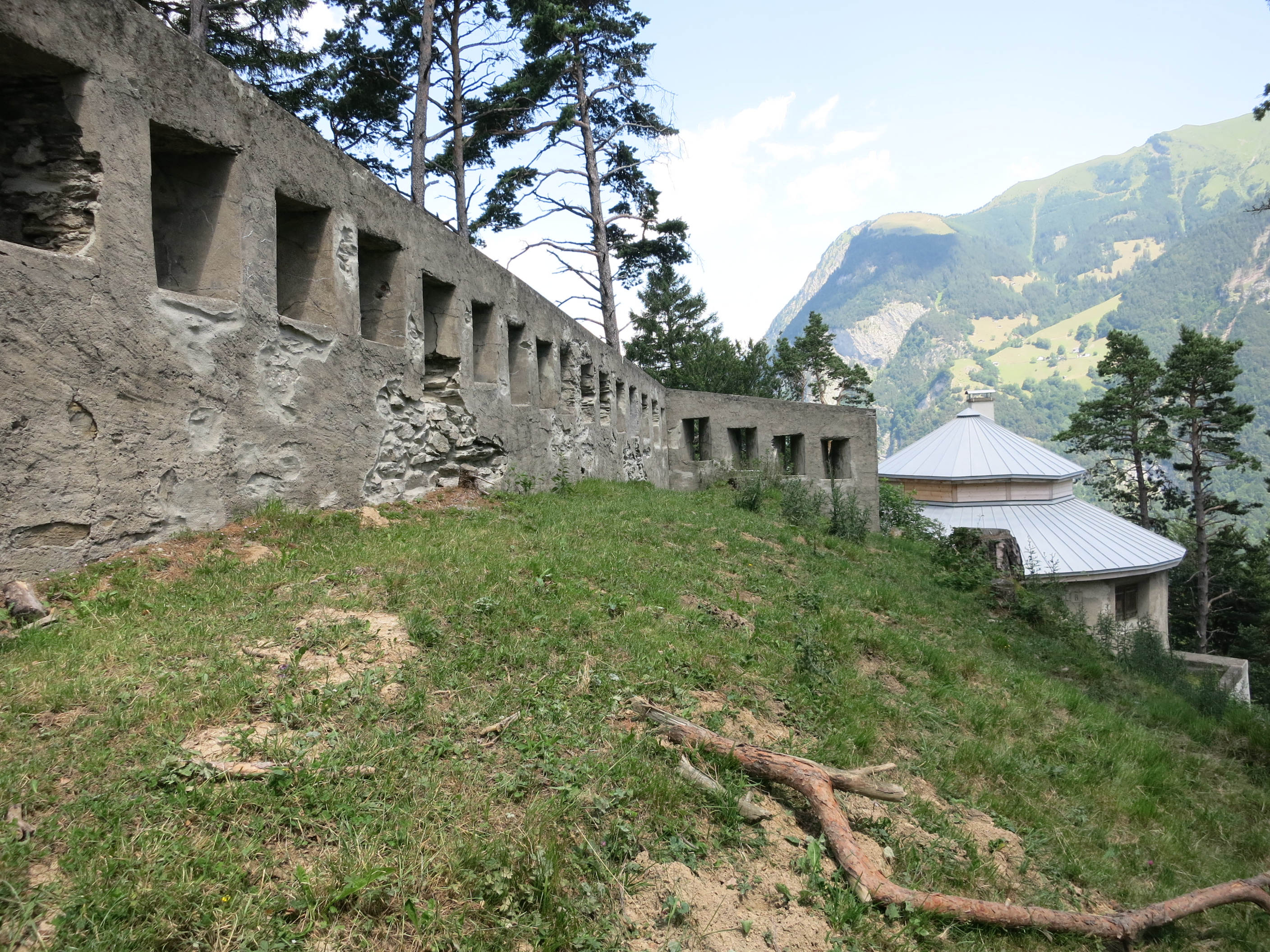
Blockhaus B
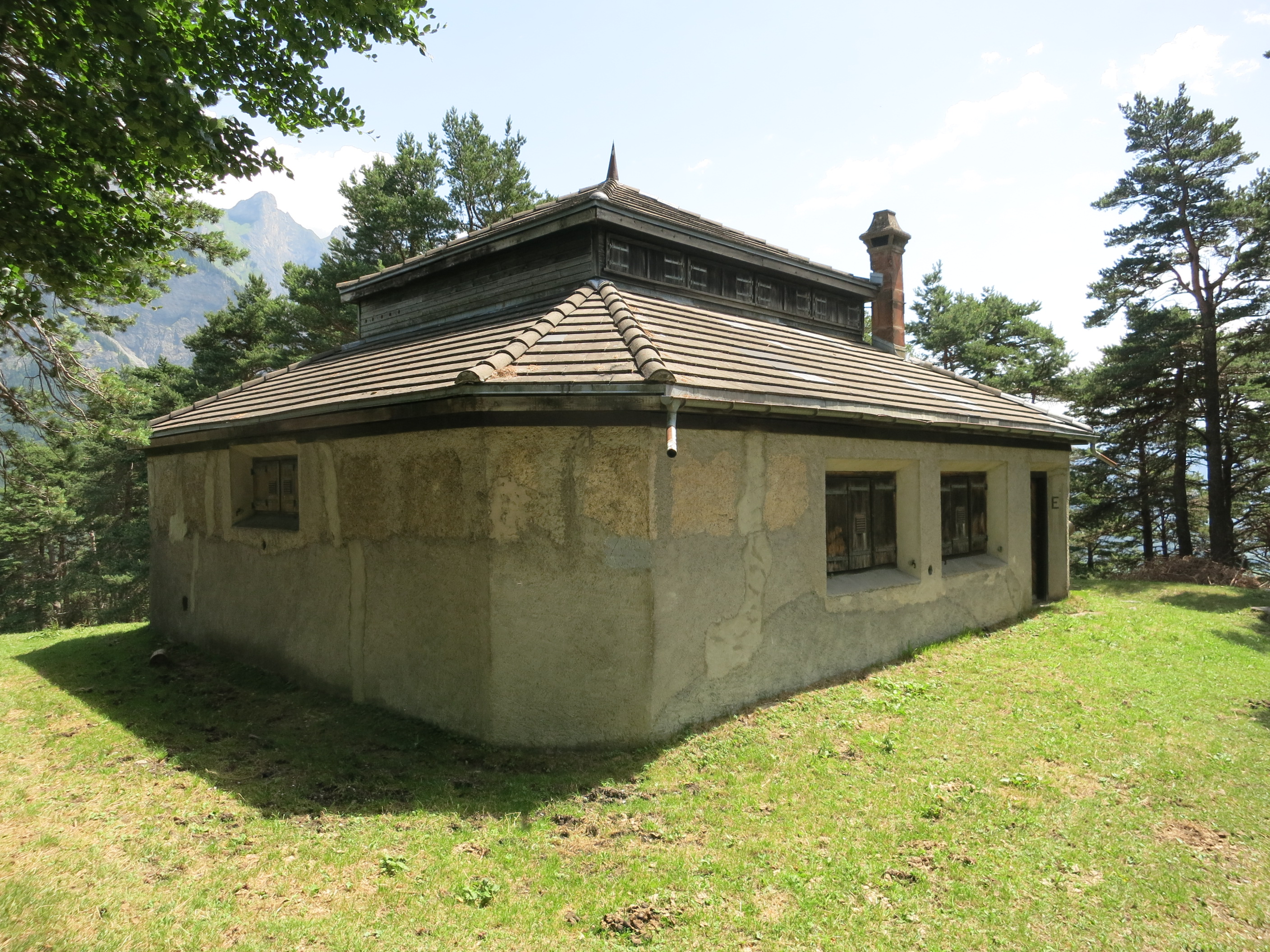
Blockhaus E
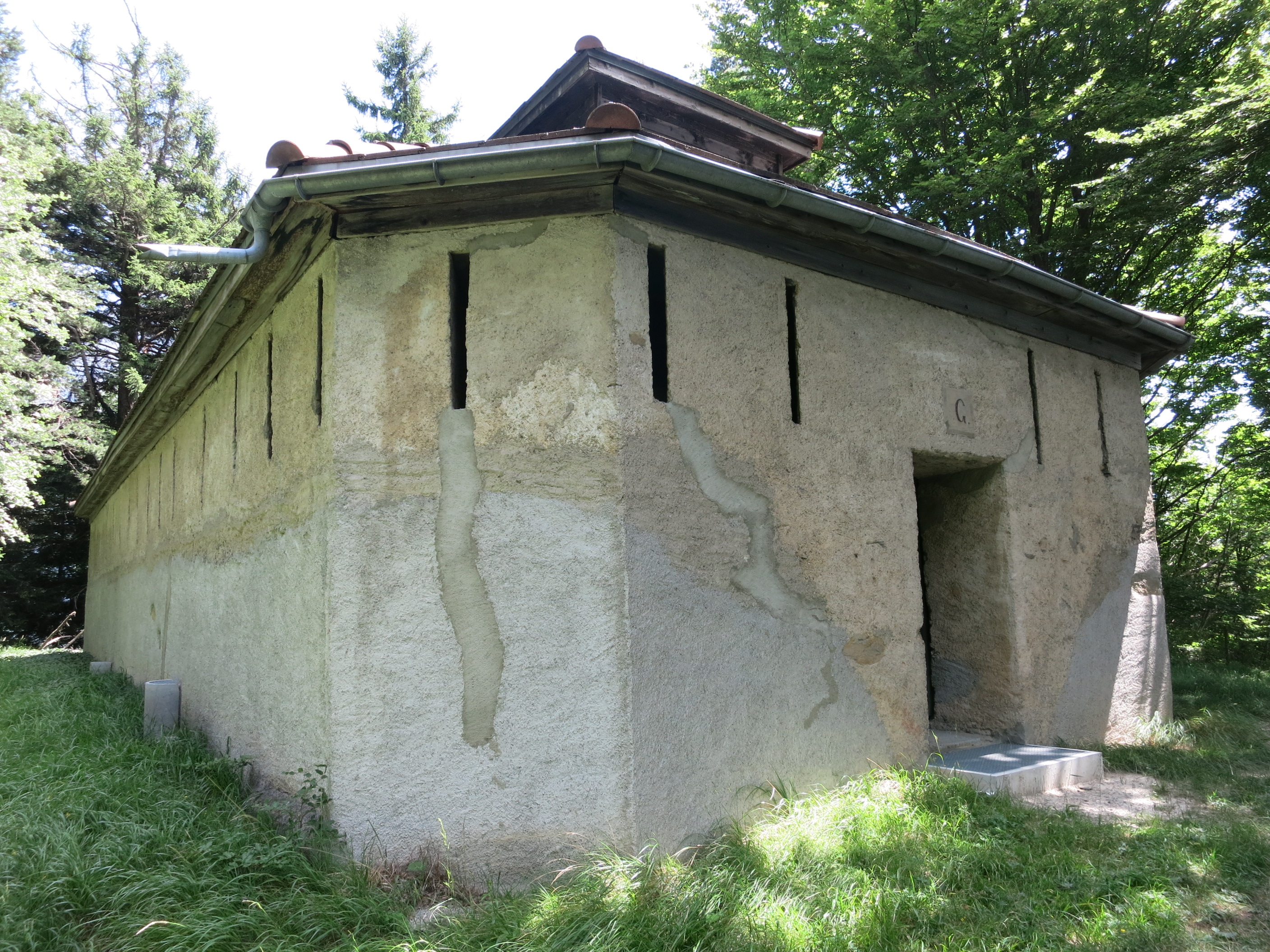
Blockhaus G

## Sperrstelle St. Luzisteig
Die Sperrstelle St. Luzisteig (Armeebezeichnung Nr. 1317) wurde im Zweiten Weltkrieg und im Kalten Krieg (bis 1965) erstellt. Sie erstreckte sich von der Festung St. Luzisteig nach Süden über den Südabstieg bis gegen Fläsch und konzentrierte sich auf die Verkehrsachse, die von Norden her (Liechtenstein) verläuft.
- Geländepanzerhindernis GPH Steigstrasse Nord ⊙
- Infanteriebunker Luzisteig A 6213 2 Ik/Pak, 2 Mg ⊙
- GPH Steigstrasse Süd ⊙

### Artilleriewerk Römerstrasse
Das Artilleriewerk Römerstrasse (Armeebezeichnung A 6212) ist ein Felswerk, das westlich oberhalb der Festung St. Luzisteig liegt. Die Kavernenstellung in der Nordwand der Persaxplatten wurde um 1942 für die Artillerie der Kampfgruppe Luziensteig ausgesprengt. Das Werk liegt am alten Festungsweg auf den Fläscherberg. Die grossen Scharten wurden unterhalb des Weges platziert. Diese Artillerie wirkte vor die Sperrstelle Ansstein-Schollberg. Die Infrastruktur beschränkte sich auf ein Munitionsmagazin, Unterkunft bot die Kaserne.
1943 bezog die aus der Gebirgsbatterie 202 hervorgegangene Motorkanonenbatterie 95 mit ihren 7.5-cm-Feldkanonen das Werk. 1947 wurden diese durch fest eingebaute 12-cm-Haubitzen ersetzt und ein Schiessbüro eingebaut. Mangels Ventilationsanlage wurden die Geschütze mit einer Ausblasvorrichtung ausgestattet. Um 1962 wurde vom Werk aus ein Stollen und eine Kaverne für den Bataillonskommandoposten A 6214 ausgebrochen. Das Artilleriewerk wurde um 1971 aufgegeben und 1985 desarmiert.
Die offenen Geschützstände Obere Römerstrasse auf dem Fläscherberg nördlich des Schnielskopfes wurden 1943 von der Motorkanonenbatterie 96 bezogen. Für den Transport mussten die Geschütze zerlegt werden. Sie waren mit Brustwehr und betonierter Bettung versehen und als Holzhütten getarnt. Die Schussrichtungen  entsprachen ungefähr derjenigen des Artilleriewerks. In den 1980er Jahren wurden sie eingedeckt und es sind noch einzelne Überreste auffindbar.
- Artilleriekaverne Römerstrasse A 6212 12-cm-Hb 1 ⊙
- Artilleriekaverne Römerstrasse A 6212 12-cm-Hb 2 ⊙
- Artilleriekaverne Römerstrasse A 6212 12-cm-Hb 3 ⊙
- Artilleriekaverne Römerstrasse A 6212 12-cm-Hb 4 ⊙
- Offene Artilleriestellung Obere Römerstrasse 1 ⊙
- Offene Artilleriestellung Obere Römerstrasse 2 ⊙
- Offene Artilleriestellung Obere Römerstrasse 3 ⊙
- Offene Artilleriestellung Obere Römerstrasse 4 ⊙

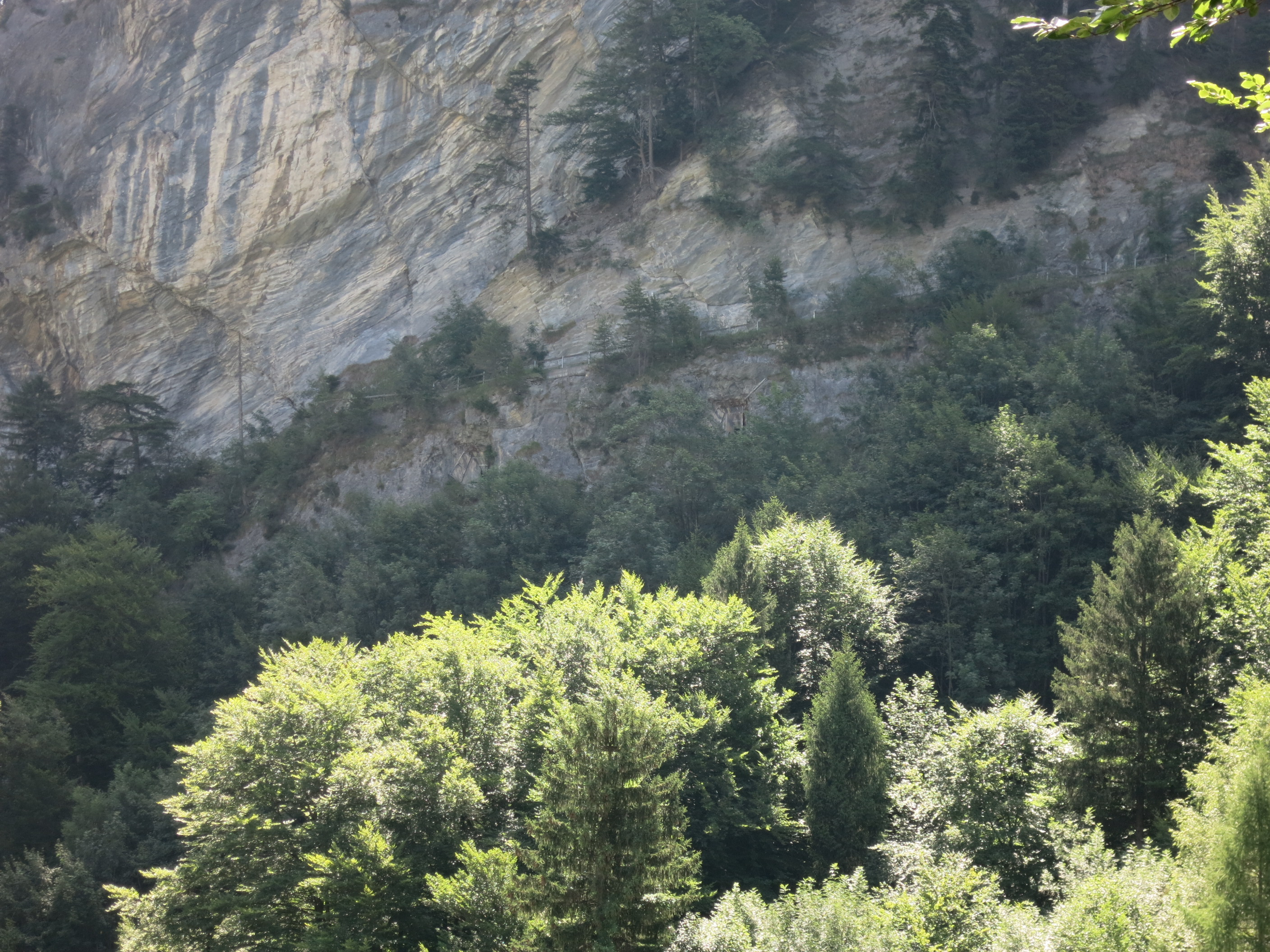
Felsenweg mit Artilleriewerk A 6212
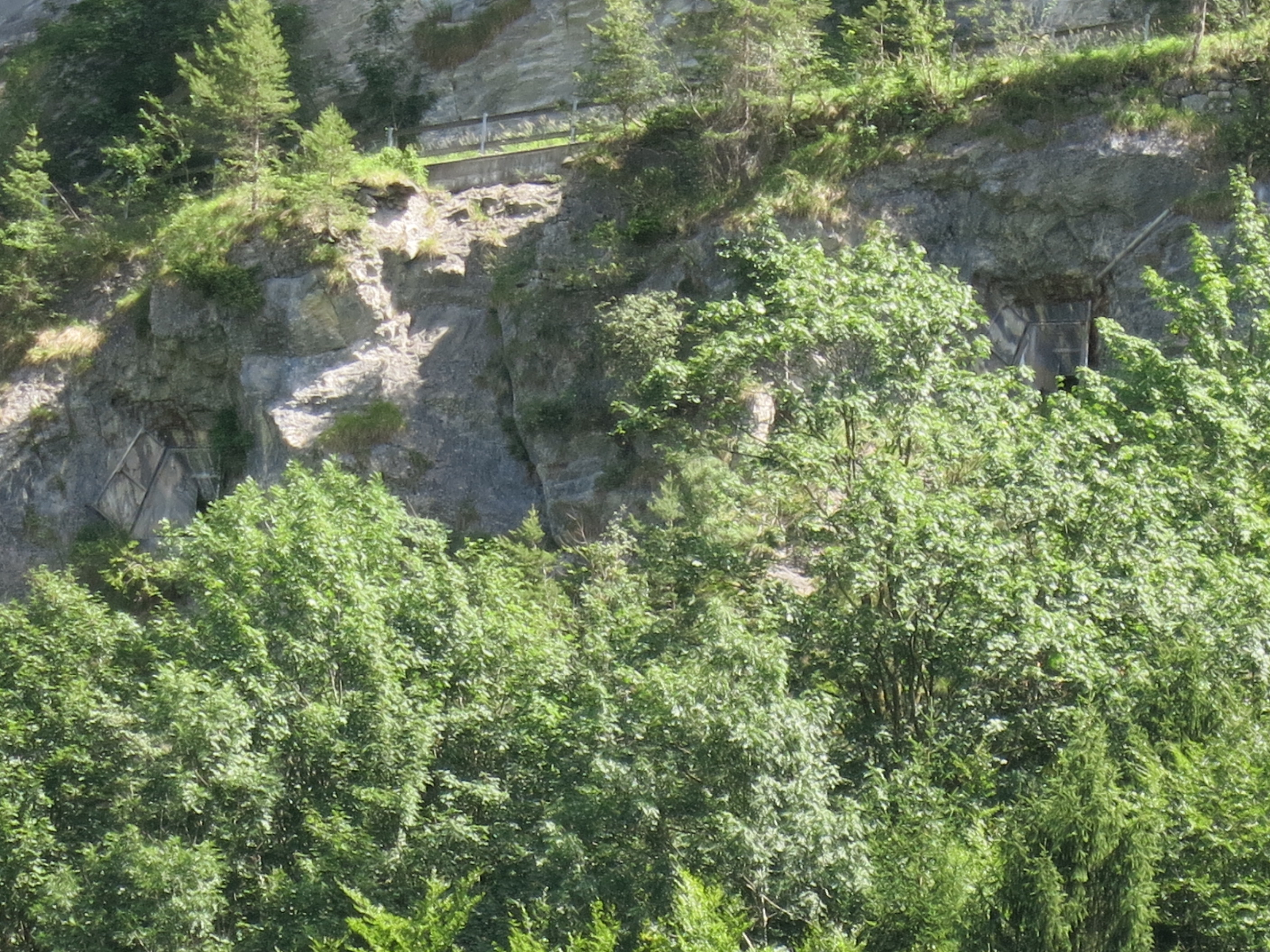
Scharten A 6212
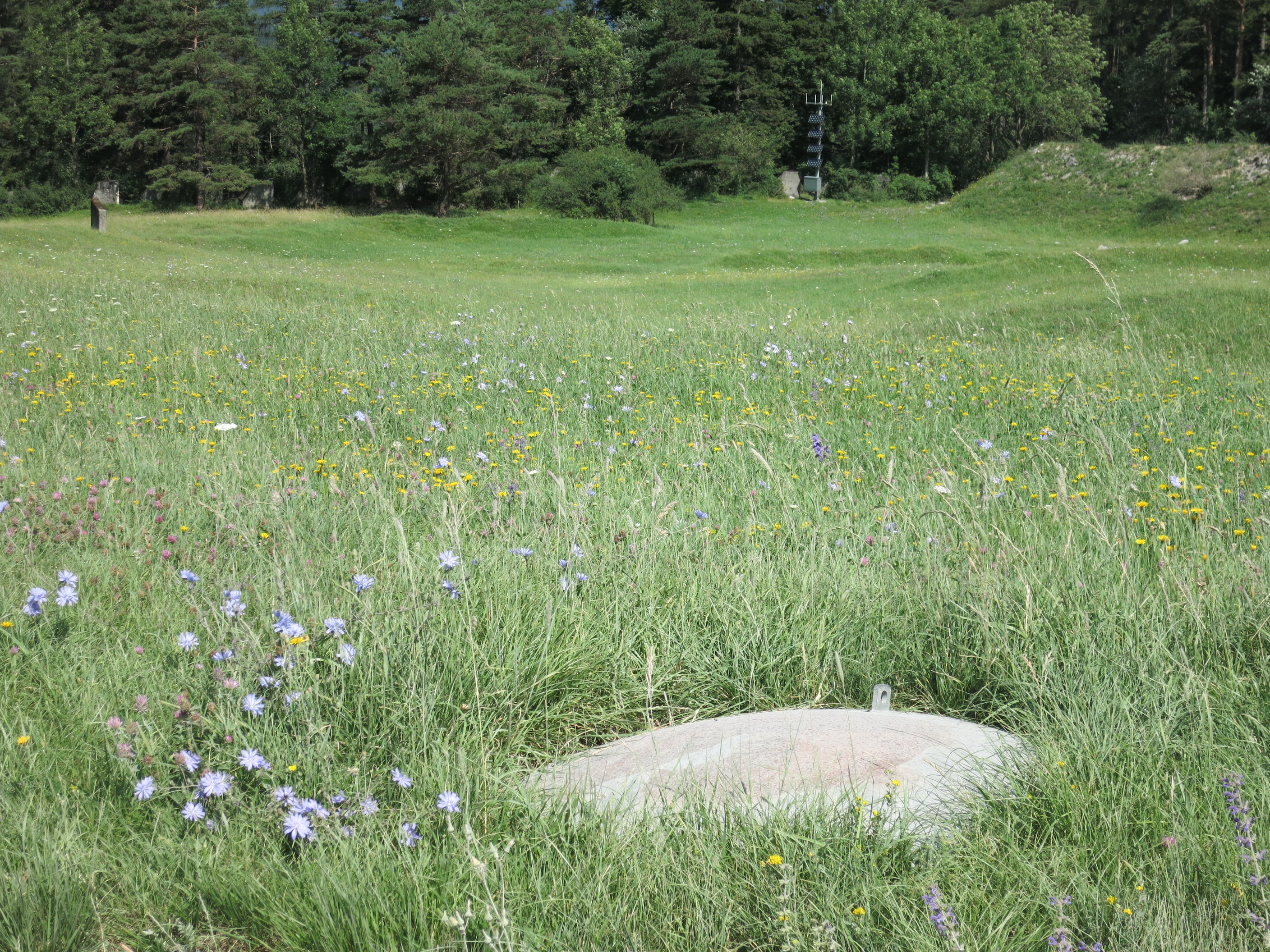
Geländepanzerhindernis Luzisteig Nord
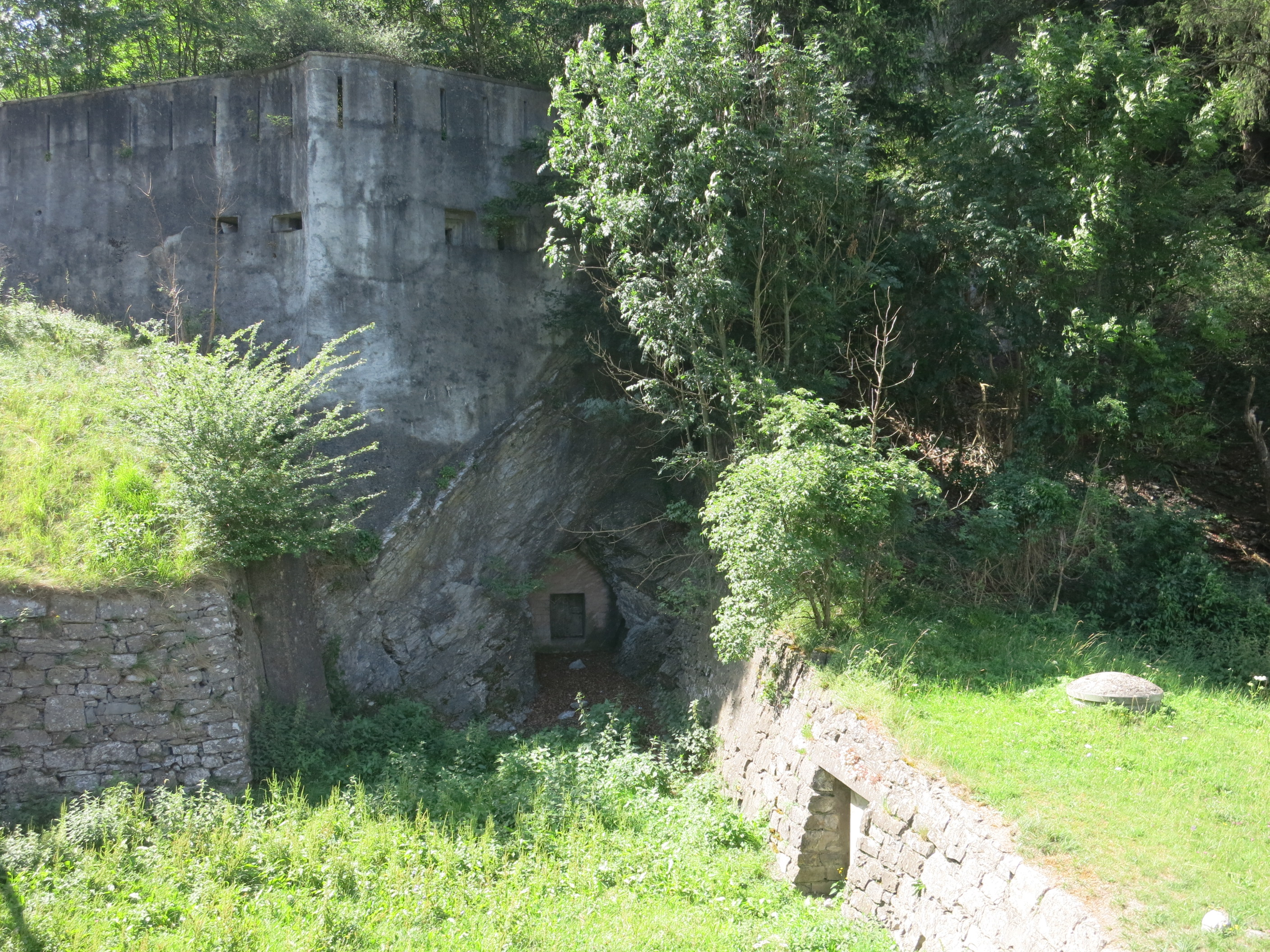
Infanteriebunker Zweiter Weltkrieg und Kalter Krieg

## Museum und Begegnungsstätte
Die Militärhistorische Stiftung Graubünden konnte das alte Zeughaus (Arsenal) bei der Passhöhe übernehmen und darin ein Museum einrichten.
Die ehemalige Bergstation der 1985 stillgelegten Militärseilbahn MSB106 Fläsch-Fläscherberg wurde von der Gemeinde Fläsch 2010 zu einem öffentlichen Mehrzweckraum umgebaut.

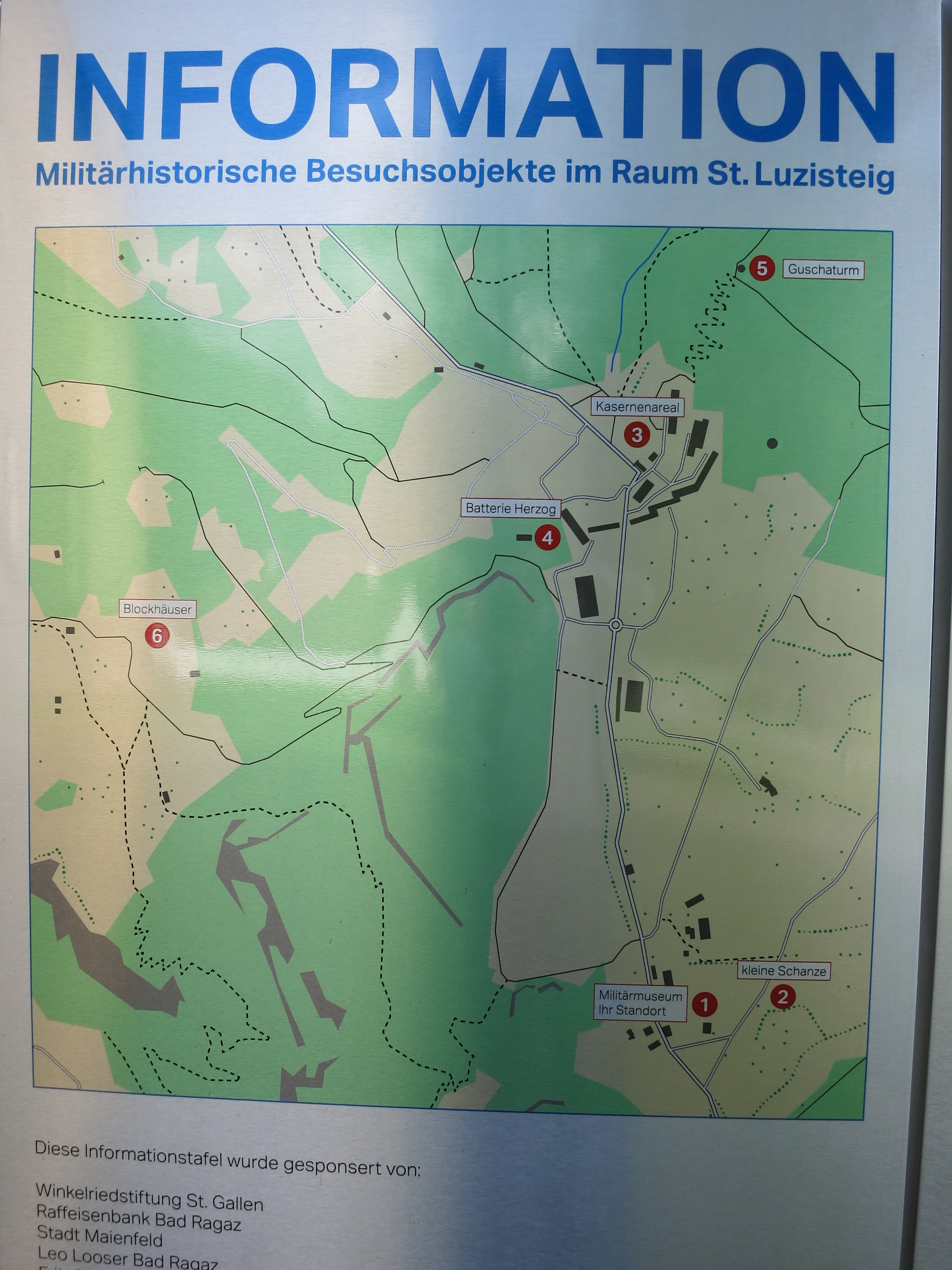
Infotafel Festung
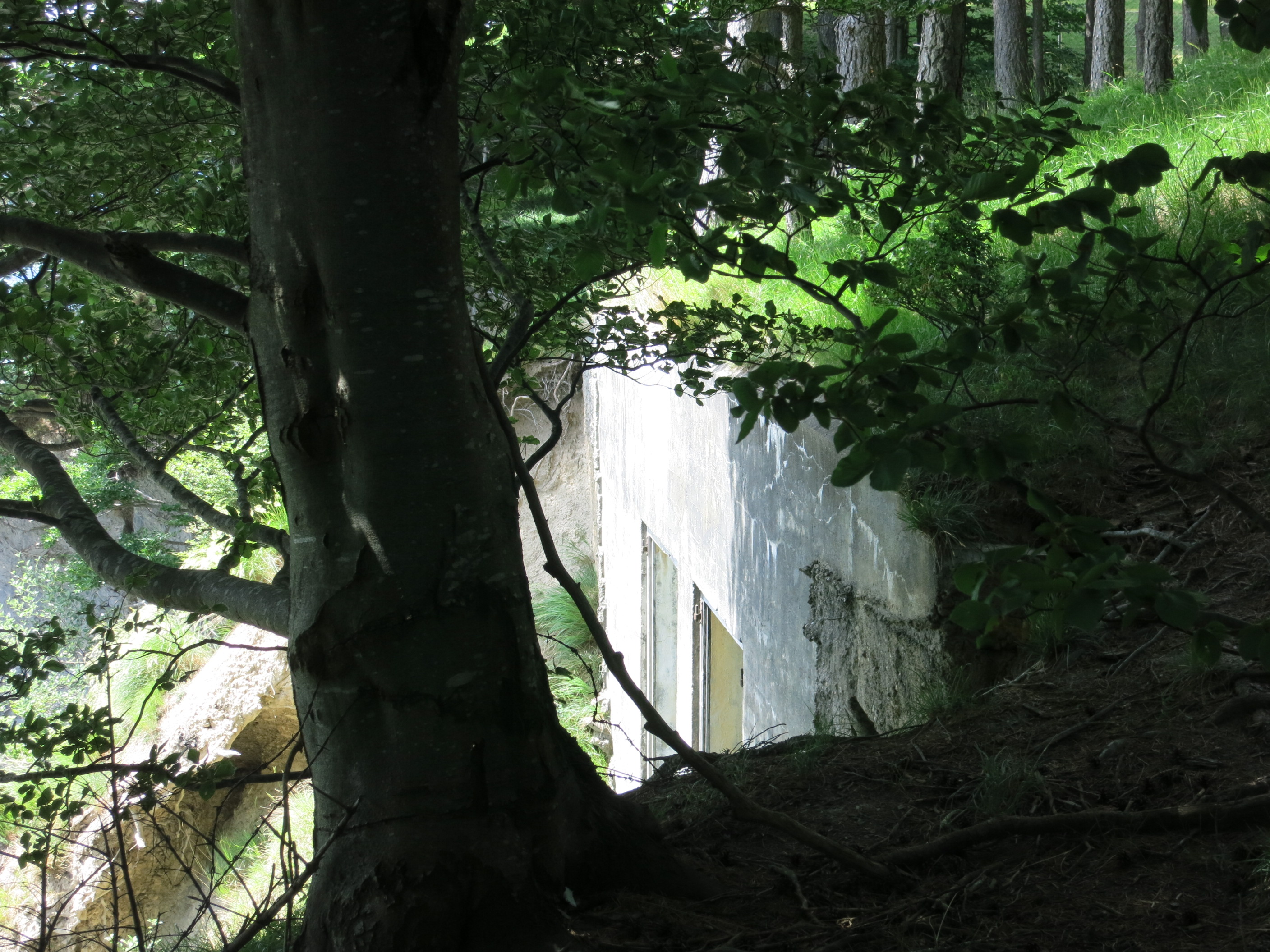
Bergstation Militärseilbahn MSB106 Fläsch-Fläscherberg